# Студено-Буче
Студе́но-Бу́че (болг. Студено буче) — село в Монтанській області Болгарії. Входить до складу общини Монтана.

## Населення
За даними перепису населення 2011 року у селі проживали 502 особи.
Національний склад населення села:
| Національність   | Кількість осіб | Відсоток |
| ---------------- | -------------- | -------- |
| болгари          | 403            | 80,6%    |
| цигани           | 90             | 18,0%    |
| турки            | 0              | 0%       |
| інша             | 0              | 0%       |
| не визначились   | 7              | 1,4%     |
| Всього відповіли | 500            |          |

Розподіл населення за віком у 2011 році:
Динаміка населення: